# Butano-1,4-ditiol
Butano-1,4-ditiol ou 1,4-butanoditiol é o composto orgânico de fórmula C4H10S2 e massa molecular 122,25. Apresenta ponto de ebulição 105-106 °C a 30 mmHg, densidade 1,042 g/mL a 25 °C e ponto de fulgor acima de 230 °F. É classificado com o número CAS 1191-08-8, CBNumber CB5460094 e MOL File 1191-08-8.mol.